# Viticábio
Viticábio (em latim: Vithicabius; m. 368) foi um rei alamano dos brísgavos ativo durante a segunda metade do século IV. Era filho do rei Vadomário e sobrinho de Gundomado. Em 361, quando seu pai foi derrotado pelo césar Juliano durante sua invasão da Récia, ele foi capturado e permaneceu algum tempo como refém. Em data desconhecida foi libertado e substituiu seu Vadomário como rei de parte dos alamanos assentados no Reno Superior. Ocupou o posto até 368, quando foi assassinado por instigação do imperador Valentiniano I (r. 364–375).